# Kenneth McAlpine
Kenneth McAlpine (1920. szeptember 21. – 2023. április 8.) brit autóversenyző. Ő a valaha volt leghosszabb kort megélt versenyző, aki legalább egy Formula–1-es nagydíjon részt vett, továbbá André Guelfi 2016. június 28-án bekövetkezett halála óta a legidősebb élő Formula–1-es versenyző volt.

## Pályafutása
1952–1955 között a Formula–1-es világbajnokság hét európai versenyén állt rajthoz. Mindössze két futamon ért célba értékelhető pozícióban. 1952-ben a brit nagydíjon a 16., 1953-ban a német versenyen pedig a 13. helyen zárt.
1955-ben részt vett a Le Mans-i 24 órás viadalon. Az Eric Thompson-al alkotott kettősük hamar kiesett, mindössze 60 kört tett meg.

## Eredményei

### Teljes Formula–1-es eredménylistája
(Táblázat értelmezése)

(Félkövér: pole-pozícióból indult; dőlt: leggyorsabb kört futott) 

| Év   | Csapat                | Modell           | Motor                  | 1   | 2   | 3      | 4   | 5      | 6      | 7      | 8      | 9      | Helyezés | Pont |
| ---- | --------------------- | ---------------- | ---------------------- | --- | --- | ------ | --- | ------ | ------ | ------ | ------ | ------ | -------- | ---- |
| 1952 | Connaught Engineering | Connaught Type A | Lea-Francis Straight-4 | SUI | 500 | BEL    | FRA | GBR 16 | GER    | NED    | ITA Ki |        | -        | 0    |
| 1953 | Connaught Engineering | Connaught Type A | Lea-Francis Straight-4 | ARG | 500 | NED Ki | BEL | FRA    | GBR Ki | GER 13 | SUI    | ITA Hn | -        | 0    |
| 1955 | Connaught Engineering | Connaught Type B | Alta Straight-4        | ARG | MON | 500    | BEL | NED    | GBR Ki | ITA    |        |        | -        | 0    |

### Le Mans-i 24 órás autóverseny
| Év   | Csapat                | Autó            | Csapattárs    | Helyezés |
| ---- | --------------------- | --------------- | ------------- | -------- |
| 1955 | Connaught Engineering | Connaught AL/SR | Eric Thompson | Kiesett  |